# 나답과 아비후

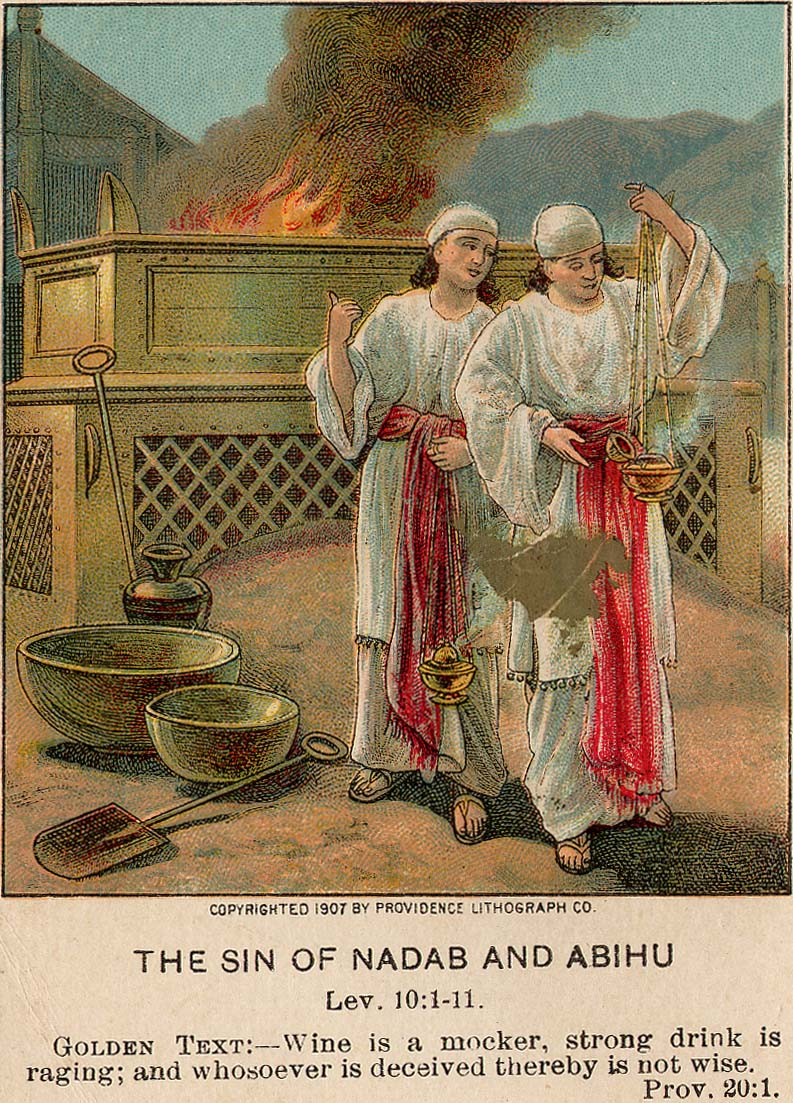
나답과 아비후의 죄를 그린 카드 삽화. 1907년 그림.

나답(히브리어: נָדָב‎, 현대 히브리어: Nadav, 티베리아 히브리어: Nāḏāḇ, "인자함")과 아비후(히브리어: אֲבִיהוּא‎, 현대 히브리어: Avihu, 티베리아 히브리어: ’Ǎḇîhū, "내 아버지 그분")는 아론의 두 아들이다. 레위기 10장에서 야훼가 지시한 것과 다른 불로 향을 피워 봉헌한 까닭에 노여움을 사 야훼의 불을 맞아 사망했다. 모세는 "머리를 풀거나 옷을 찢지 말라 그리하여 너희가 죽음을 면하고 여호와의 진노가 온 회중에게 미침을 면하게 하라"고 명했다.

## 아론의 아들들인가?
광야의 금송아지 이야기는 여로보암의 이야기와 닮아있다. 여로보암의 아들들은 아론의 아들들인 나답과 아비'후'와 거의 동일한 이름인 나답과 아비'야'였으며, 그는 백성들을 위해 아론처럼 금송아지를 세워 숭배하게 하였다. 학계에서는 광야의 금송아지 이야기가 여로보암의 제의 회복이 야훼 숭배와 일치하지 않는 이유와 반발심으로 구성된 이야기였을 것으로 본다.

## 배경
나답과 아비후는 아론이 유다 지파 사람 아미나답의 딸 엘리세바에게서 낳은 장남과 차남이다. 아론은 엘리세바와 네 아들을 낳았는데, 나머지 두 아들은 엘르아살과 이다말이었다. 나답과 아비후는 아론과 이스라엘 장로 칠십 명과 함께 시내산에 올라가 야훼를 대면하고 언약을 세우는 장소에 있었다. 아론과 네 아들은 야훼로부터 제사장의 직무를 부여받았다. 이후 금송아지 사건 이후 레위인 모두가 제사와 관련된 직분을 부여받았다. 나답과 아비후는 아무런 자녀도 남기지 못했기 때문에 그 남동생인 엘르아잘과 이다말이 제사장직을 이어받았다.

## 불순종과 징벌
출애굽기 30장과 레위기에서 야훼는 제사장들이 지켜야 할 거룩한 예법을 알려준다. 대제사장인 아론은 아론을 비롯한 이스라엘 백성의 죄를 씻기 위한 속죄제를 담당했다. 아론이 제물을 올리면 야훼의 불이 직접 내려와 제물을 살랐다.
나답과 아비후가 저마다 들고 있는 향로에 불을 담고 그 불에 향을 피웠는데, 이 때 사용된 불은 야훼가 명령한 불이 아닌 다른 불이었다. 원래 번제단에서 담은 불을 사용했어야 하는데, 다른 불을 사용한 것이다. 이는 불경한 것으로 여겨졌다.

## 사후

### 처리
모세는 나답과 아비후의 시신을 어떻게 처리해야 할지 지시했다. 그는 아론의 삼촌 웃시엘의 아들 미사엘과 엘사반을 불렀다. 나답과 아비후의 친척이기도 한 이들에게 나답과 아비후의 시신에 직접 손을 대지 말고, 옷을 잡고 끌어 성소 앞에서 진영 밖으로 메고 나가도록 명하였다. 이들의 시신을 처리할 때 가장 먼저 고려한 점은 야훼께 올리는 거룩한 의식을 더럽혀지지 않도록 하는 것이었다. 시신의 불결함이 성소에 남아 있게 하면 하나님의 진노를 다시 불러일으킬 수 있기 때문이었다. 시신과의 직접적인 신체 접촉을 피하기 위해 옷을 잡고 들어올리라 명한 것도 같은 이유였다. 비록 시신 운반자들이 부정해지는 것을 완전히 막지는 못했지만, 그들의 정결을 회복하는데 데 필요한 시간과 절차를 줄일 수 있었다.

### 애도
아론과 다른 제사장들은 애도하지도, 애도 의식에 참여하지도, 죽은 사람들과 접촉하지도 말라는 명령을 받았다. 사후 이 명령은 단지 나답과 아비후의 경우에만 적용되는 것을 넘어 일반적인 규례가 되었다. 제사장들은 애도할 수 있게 되어도 가족의 시신을 비롯해 시신과 접촉할 수 없었고, 장례식 등 애도 의식에 참여할 수 없었다. 제사장들은 백성을 대표하는 사람으로서 그들의 거룩한 책무를 저버릴 가능성이 있는 어떤 것도 피해야 했다. 그들은 언제나 준비가 되어 있어야 했고, 공동체가 그들을 필요로 할 때마다 야훼를 섬길 수 있어야 했다.
나답과 아비후의 경우 그들의 죄가 야훼를 직접 분노케 하여 징벌을 받은 것이기 때문에 그들의 죄에 슬퍼하지 말라는 명령도 적용되었다. 이 경우에 애도하는 것은 사람들에게 야훼의 처사를 비난하는 것으로 보일 수 있었다. 제사장들은 공의에 복종하는 모습을 보여줄 필요가 있었다. 기름부음을 받은 제사장들이 이런 식으로 죄를 짓는다면, 그 죄는 그들뿐만 아니라 백성에게도 돌아갈 수 있었다. 현재에도 모든 유대인은 안식일과 절기에 애도하는 것이 금지되어 있다. 이 날들은 축하하는 날로, 어떤 슬픔도 그 날의 기쁨을 방해하는 것은 허용되지 않는다.
그러나 다른 이스라엘 민족은 이들의 죽음 애도하는 것이 허용되었다. 나답과 아비후의 마땅히 받아야 할 죽음이었지만 비극적이었으므로, 백성들은 먼저 그것이 마땅하다는 것을 인식하고 그들의 죽음을 애도해야 했다.

## 기독교에서

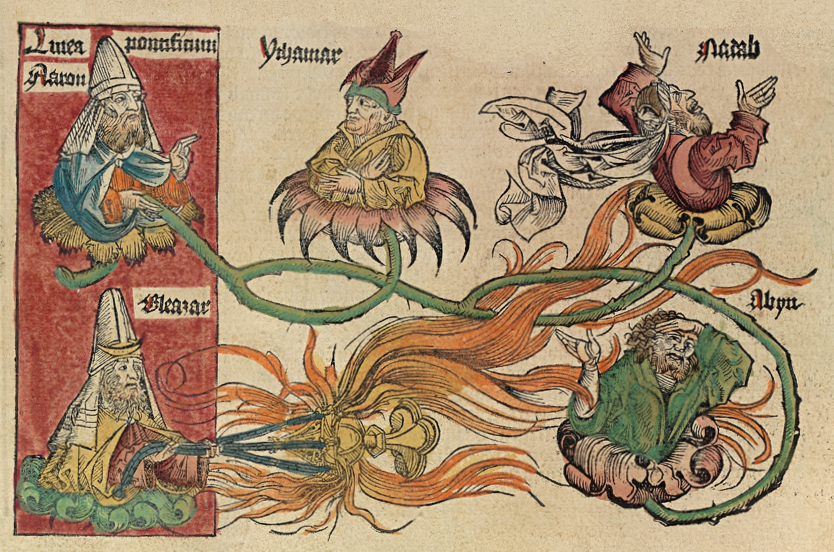
1493년에 발간된 〈뉘른베르크 역대기〉에 그려진 나답과 아비후 이야기.

### 로마 가톨릭
로마 가톨릭 교회에서는 이 일화에서 성직자의 자세에 대한 교훈을 찾는다. 나답과 아비후가 오만하여 야훼의 명령을 무시한 것이든, 단순히 부주의하여 명령을 따르는데 실수한 것이든 간에 이들은 변명할 기회조차 주어지지 않고 징벌을 받았다. 성직자들은 성도들의 본보기가 되기 때문에 그들의 행동에 특히 주의해야 한다는 가르침이 있다고 본다.